# Tilly Fleischer
Ottilie Fleischer, detta Tilly (Francoforte sul Meno, 2 ottobre 1911 – Lahr/Schwarzwald, 4 luglio 2005), è stata una giavellottista tedesca.

## Biografia
Tilly Fleischer era figlia di un macellaio tedesco. Ha cominciato a praticare atletica all'età di 10 anni. Si è specializzata nel lancio del giavellotto, ma ha anche gareggiato nel lancio del disco, nel getto del peso e nella staffetta 4x100.
Alle Olimpiadi di Los Angeles 1932 ha vinto la medaglia di bronzo nel giavellotto, dietro la statunitense Babe Didrikson-Zaharias e la tedesca Ellen Braumüller ed è arrivata quarta nel disco. Quattro anni più tardi, alle Olimpiadi in casa a Berlino nel 1936 riesce ad imporsi alle avversarie vincendo la medaglia d'oro e stabilendo il nuovo record olimpico con 45,18 metri.
Nel 1929 e nel 1930 era riuscita a battere alcuni record, ma la specialità non faceva ancora parte del programma olimpico.
Dopo le Olimpiadi del 1936 ha abbandonato la carriera sportiva per dedicarsi al commercio. Infatti aveva due negozi di pelletteria a Lahr e a Kehl. 
Dal suo primo matrimonio ha avuto due figlie.
Ha inoltre vinto 4 titoli nazionali, sia nel lancio del giavellotto che nella staffetta 4×100 metri.

## Palmarès

### Giochi Olimpici

#### Los Angeles 1932
- Medaglia di bronzo nel lancio del giavellotto con 43,01 m
- 4º nel lancio del disco con 36,12 m
- 6º nella staffetta 4×100 metri in 50,00 s

#### Berlino 1936
- Medaglia d'oro nel lancio del giavellotto con 45,18 m